# Nicolaus Laurentii Kolmodin
Nicolaus Laurentii Kolmodin, född 1674 i Torshälla prästgård, död 1717, var en svensk präst. Han var son till kyrkoherde Laurentius Ericii Kolmodin och Anna Bröms. 
Gymnasist i Strängnäs 1687 blev han student vid Uppsala universitet 1693. Han prästvigdes 1696 och blev komminister i Torshälla församling samma år. Kyrkoherde i Tumbo och Råby 1711, med änkedrottning Hedvig Eleonoras fullmakt tillträdde 1712. Kolmodin var opponent 1713 och predikant 1715, båda gångerna vid prästmöte i Strängnäs.
Kolmodin var gift med sin systers svägerska Brita Mozelia, dotter till kyrkoherden i Tumbo och Råby Ericus Olai Mozelius och Maria Björnsdotter. Kolmodin var far till riksdagsmannen och prosten Gabriel Kolmodin.

## Källförteckning
- Hagström, K.A. (1899). Strängnäs stifts herdaminne 3. Strängnäs